# Partit Laburista
Partit Laburista (engelska: Labour Party; tidigare Malta Labour Party; på svenska benämnt Arbetarpartiet) är ett socialdemokratiskt parti i Malta, grundat 1920 William Savona. Det är ett av de två stora partierna i landet tillsammans med det konservativa Partit Nazzjonalista.
Grundaren William Savona var partiledare 1920-1927. Nästa partiledare, Paul Boffa, var partiledare 1928-1949 och under hans ledarskap ändrades år 1933 partiets officiella namn till Partit tax-Xogħol. 1949 blev Dom Mintoff partiledare och partiet antog Malta Labour Party som officiellt namn. Mintoff kvarstod som partiledare till 1984 och efterföljdes av Karmenu Mifsud Bonnici (partiledare 1984-1992) och Alfred Sant (1992-2008). Sedan 2008 är Joseph Muscat partiledare, och samma år ändrade partiet sitt officiella namn till Partit Laburista.
I mars 2008 förlorade man sitt tredje raka parlamentsval. I valet 2013 vann dock partiet en stor seger och dess ledare Joseph Muscat kunde därmed bli premiärminister.

## Valresultat

### Parlamentsval
| År   | Mandat  |
| ---- | ------- |
| 1921 | 7 / 32  |
| 1924 | 7 / 32  |
| 1927 | 3 / 32  |
| 1932 | 1 / 32  |
| 1939 | 1 / 10  |
| 1945 | 9 / 10  |
| 1947 | 24 / 40 |
| 1950 | 11 / 40 |
| 1951 | 14 / 40 |
| 1953 | 19 / 40 |
| 1955 | 23 / 40 |
| 1962 | 16 / 50 |
| 1966 | 22 / 50 |
| 1971 | 29 / 55 |
| 1976 | 34 / 65 |
| 1981 | 34 / 65 |
| 1987 | 34 / 69 |
| 1992 | 31 / 65 |
| 1996 | 35 / 69 |
| 1998 | 30 / 65 |
| 2003 | 30 / 65 |
| 2008 | 34 / 69 |
| 2013 | 39 / 69 |

Källa: